# Enslaved
Enslaved (ɪn'sleɪvd в перекладі з англ. — «поневолений») — норвезький метал-гурт. На початку позиціонує себе як блек-метал, а пізніше еволюціонував убік вікінг-металу з елементами прогресиву. Гурт створений в 1991 році Іваром Бйорнсоном і Грутле Хьєлльсоном, яким в той момент було 13 і 17 років відповідно, пізніше до них приєднується Трім Торсон. У цьому складі вони записали перші демозаписи Nema і Yggdrasill і перший студійний альбом Vikingligr Veldi.
Обкладинки альбомів, тексти пісень та ідеологія гурту пов'язані з тематикою скандинавської міфології, вікінгів і північної природи. Хоча на самому початку своєї музичної кар'єри Enslaved грали блек-метал, але на відміну від деяких схожих гуртів учасники Enslaved ніколи не носили корпспейнт. Починаючи з альбому Mardraum: Beyond the Within гурт більше тяжіє до прогресивного металу і вікінг-металу і стильового еклектизму. Тексти ранніх альбомів написані на норвезькій і ісландській мові.
За свою кар'єру колектив випустив чотирнадцять студійних альбомів, два EP, а також два концертні записи під назвою Live Retaliation і Return to Yggdrasill.
На сьогодні останнім студійним альбомом гурту є альбом E, який видано 13 жовтня 2017.

## Історія

### Рання творчість
Історія гурту розпочинається із зустрічі Грутле Хьєлльсона і Івара Бйорнсона в 1990 році. Івар Бйорнсон в той час грав в треш-метал-гурті Obnoxious, а Грутле і Трім почали дез-метал проєкт Hein Frode Hansen. У результаті їх зустрічі був утворений гурт Phobia, що виконувала дум / дез-метал. Але вона незабаром розпалася, створивши два демозаписи «The Last Settlement of Ragnarok» і «Feverish Convulsions». Після розпаду гурту Phobia, вони вирішили сформувати новий гурт, згодом названий Enslaved. Назва запозичена з пісні норвезького блек-метал-гурту Immortal «Enslaved in Rot» з демозапису The Northern Upins Death.
Після 6 місяців репетицій Enslaved записали свій перший демозапис під назвою Nema, який складався з двох треків і не був змікшованим. Через жахливу якість запису, її вирішили не тиражувати. Наступний демозапис під назвою Yggdrasill був записаний влітку 1992 року і містив 6 треків, а пізніше це демо було перевидано в 1995 році на лейблі Moonfog Productions у вигляді спліту з гуртом Satyricon. Потім, в 1993 році був виданий єдиний на сьогодні EP Enslaved, який отримав назву Hordanes Land і виданий на новоутвореному лейблі Candlelight Records. Цього ж року вийшов у світ спліт разом з Emperor. Після цього запису на колектив звернув увагу лейбл Deathlike Silence Records.
Перший студійний альбом Enslaved отримав назву Vikingligr Veldi і виданий на лейблі Евронімуса Deathlike Silence Productions у співпраці з лейблом Voices of Wonder в лютому 1994 року. Лірика альбому зокерма написана на давньоісладській мові, одна пісня на давньонорвезькій. Лірика першої пісні «Lifandi Liv Undir Hamri» розповідає про завоювання і набігах вікінгів і про життя в Мідгарді. Друга пісня — «Vetrarnótt», це північ і її дух, язичницький ритуал, пісня «Midgards Eldar» — навернення до забутих богів наших предків, пісня «Heimdallr» — мотив з Едди, пісня про Хеймдаля, пісня «Norvegr» — інструментал про Норвегію. Оригінальна версія альбому не мала назви на обкладинці, через що альбом помилково називають однойменним або безіменним. Пізніше альбом був перевиданий у 2004 році лейблом Candlelight Records, як 2xCD спільно з EP Hordanes Land.
У серпні 1994 року вийшов другий альбом Frost, який видано на лейблі Osmose Productions. На альбомі в пісні «Yggdrasil» в якості запрошеного музиканта виступає Ейрік «Путтен» Хундвін, який грає на безладовій бас-гітарі. Лірика альбому продовжує тематику скандинавської міфології і епохи вікінгів. Пісня «Frost» — інструментал, «Loke» — пісня про Локі, «Fenris» — народження, захоплення і втеча Фенріра, «Svarte Vidder» — битва на Плато Чорної Гори, «Yggdrasil» — текст взятий з твору «The Rune Poem», де Одін приносить себе в жертву на Великому Дереві заради знання рун, «Jotunblod» — скандинавська космогонія, кров велетня Іміра, «Gylfaginning» — однойменна історія з Едди, «The Deluding of Gylfi», «Wotan» — пісня про Вотана, «Isöders dronning» — такий собі варіант Снігової Королеви. З цим альбомом до Enslaved прийшла світова популярність. Після виходу альбому було європейське турне The Winter War Tour разом з Marduk.
У 1997 році виходить третій студійний альбом Enslaved під назвою Eld, на якому місце ударника Тріма Торсона зайняв Харальд Хельгесон. Альбом побачив світ на лейблі Osmose Productions. Лірика альбому, як і його попередника, продовжує тему скандинавської міфології, пісня «793 (Slaget Om Lindisfarne)» оповідає про битву вікінгів, «Hordalendingen» розповідає про повернення людини з Хордаланді, «Alfablot» — пісня про богиню любові і війни Фрейї, «Kvasirs Blod» — пісня про мед поезії, " For Lenge Siden " — пісня про славне язичницьке минулому і християнізацію Скандинавії, боротьба з християнством, пісня «Glemt» оповідає про смерть, "Eld"пісня про Рагнарьок, коли аси і інеїсті велетні зійдуться в битві і світ буде спалений вогненним велетнем Суртом, владикою Муспельгейму. Для альбому Eld характерні безліч складних елементів, використання чистого вокалу. Після видання гурт покинув Харальд Хельгесон. Йому на заміну приходить ударник Пер Хусебю. У новому складі колектив створює новий матеріал для наступного альбому.
Наступним, четвертим за рахунком, альбомом гурту став реліз під назвою Blodhemn, який вийшов в 1998 році на лейблі Osmose Productions. На цьому альбомі другим гітаристом став Рой Кронхейма. Лірика альбому частково все ще про скандинавську міфологію, пісня про Рагнарьок «Lenker Til Ragnarok», про мед поезії — «Suttungs Mjød», про око Міміра — «Eit Auga Til Mimir», про помсту і Воїнів Одіна, богиню любові і війни Фрейю . Також цей альбом був виданий обмеженими виданнями в форматі діджіпак і на вінілі, останній тиражем в 1000 копій, пронумерованих вручну.

### 1990—2010 роки
П'ятим альбомом гурту став альбом Mardraum: Beyond the Within, що вийшов 3 жовтня 2000 року на лейблі Osmose Productions. У США альбом був виданий лейблом Necropolis Records, а в 2008 році перевиданий лейблом Season of Mist. Лірика альбому Mardraum: Beyond the Within присвячена традиціям, магії і таємних знань стародавніх вікінгів. Також альбом вийшов на вінілі тиражем тисяча екземплярів. Починаючи з цього альбому колектив повністю відходить від класичного звучання блек-металу і починає свої творчі пошуки та згодом переходить до прогресив / вікінг-металу.

Шостий альбом під назвою Monumension видано 27 листопада 2001 року на тому ж лейблі Osmose Productions. На цьому альбомі вдруге в історії гурту беруть участь запрошені музиканти, Трюгве Матісен — вокал у пісні «Hollow Inside» і Денніс Рекстен — синтезатори і додаткові ефекти.
Наступним, сьомим за рахунком, стає альбом під назвою Below the Lights, який виданий 14 квітня 2003 року на лейблі Osmose Productions. Перед записом альбому відбулася зміна складу, місце Роя Кронхейма зайняв Арве Ісдал, який і став постійним учасником колективу. Запрошеними музикантами на альбомі стали Денніс Рекстен, Інге Ріпдал, Джина Торгнес. Альбом також вийшов на вінілі обмеженим тиражем в 1000 копій. Рунами на обкладинці альбому зазначено: «Voluspaa Seks og Ti». Вони відповідають строфам з «Пророцтва Вьольви», одній з найвідоміших епічних пісень «Старшої Едди». У пісні від імені вьольви малюється картина від створення світу до його загибелі і подальшого відродження. У класичному виданні пісня складається з 66 восьмивіршів, написаних розміром форнюрдіслаг.
Також в 2003 році виходить перший DVD під назвою Live Retaliation, який видано 1 серпня 2003 року на лейблі Metal Mind Productions. DVD окрім концерту містить також бонусні матеріали: інтерв'ю, біографії учасників гурту, фотографії та художню галерею, шпалери для робочого столу і заставки, а також шість аудіо-треків, чотири рідкісних і два невиданих.
Восьмим альбомом колективу став альбом під назвою Isa, який вийшов 1 листопада 2004 року на лейблі Tabu Recordings. У складі гурту знову сталися зміни, замість Пера Хусебю посаду ударника займає Като Беккеволд. Також клавішником стає Хербранд Ларсен. Як запрошені музиканти в записі беруть участь Abbath і Nocturno Culto. Альбом також видано у версії подвійного LP на лейблі Back On Black з обмеженим тиражем у 2000 копій. CD-версія має два мультимедійних треки, кліп на пісню «Isa» і 20-хвилинне інтерв'ю з гуртом.
Альбом Enslaved «Isa» записувався в 2004 році на студії Amper Studio в Осло. Робота була відзначена двома нагородами — норвезьким варіантом «Греммі» і незалежної Alarm Award.
11 вересня 2005 на лейблі Tabu Recordings виходить другий DVD гурту під назвою Return to Yggdrasill.
Черговий, дев'ятий за рахунком, альбом гурту під назвою Ruun побачив світ 22 травня 2006 року на лейблі Tabu Recordings.
Альбом Enslaved був удостоєний нагороди Spellemann в категорії «Metal» за альбом «Ruun», що вийшов в травні 2006 на лейблі Tabu Recordings і Candlelight в США. Нагородження найбільшою і найстарішою норвезькою музичною премією відбулося 27 січня в театрі Thalia в Осло.
Після випуску «Ruun» Enslaved планують європейський тур на підтримку альбому разом з Khold і Vreid.
Згодом гурт припиняє співпрацю з лейблом Tabu Recordings. Відповідно до прес-релізу, вихід колективу з Tabu Recordings ознаменовує завершення нестійкого періоду діяльності гурту, яка змусила відкласти роботу над своїм новим альбомом.
Indie Recordings оголошує про приєднання норвезької екстрім авангард блек метал-гурту Enslaved до лейблу.
Після підписання контракту з Indie Recordings гурт 26 вересня 2008 року видає десятий за рахунком альбом Vertebrae. Він був записаний протягом перших місяців 2008 року. Мікшування виправив Джо Баррес, а мастеринг — Джордж Марино в студії Sterling Sound.
Повторно альбом видано в травні 2009 року в двох форматах Deluxe: CD коробки з патчем і шоу Rock Hard Festival 2008 і вінілове видання з шоу Rock Hard Festival 2008. Також на пісню «The Watcher» відзнято відеокліп.
За альбом Vertebrae гурт втретє за останні п'ять років була номінована на престижну премію Spellemann в категорії «Metal». Найстаріша і найпрестижніша музична нагорода вручалася 24 січня в залі Spektrum в Осло і транслювалася в прямому ефірі по норвезькому каналу TV2.
В кінці 2009 року Enslaved приступили до запису свого одинадцятого студійного альбому. Ударні були записані в Бергенській студії Duper. Решта інструментів записані в студіях Herbrand і Ice Dale's Earshot і в Peersonal Sound.

### 2010-дотепер
Названий Axioma Ethica Odini, альбом вийшов 27 вересня 2010 на лейблі Indie Recordings і в США на лейблі Nuclear Blast Records.
Обкладинку для альбому створив норвезький художник Трулс Еспедал, що займається оформленням обкладинок Enslaved з 2001 року.
Крім звичайної CD версії, альбом був виданий в спеціальному виданні на вініл форматі 7 з бонус вініл-синглом, в який увійшли нові версії пісень «Jotunblod» і «Migration».
Дванадцятий студійний альбом отримав назву RIITIIR і був виданий 28 вересня 2012 року в Європі і 2 жовтня 2012 року в Північній Америці на лейблі Nuclear Blast Records.
У 2014 році Івар Бйорнсон і Ейнар Селвік (з Wardruna) затверджені норвезьким урядом для створення музичного твору на честь 200-річчя норвезької конституції. Пізніше, у 2016 році видано студійний альбом, у створенні якого брав участь Kjellson на вокалі.
Enslaved випустили свій 13-й повнометражний студійний альбом In Times 10 березня 2015 року на Nuclear Blast. Альбом отримав позитивні відгуки від музичних критиків. 2016 року гурт відсвяткував свій 25-річний ювілей з серією ексклюзивних шоу і мистецьких проєктів.
Під час туру, після видання In Times клавішник Хербранд Ларсен сказав, що збирається піти в кінці туру. Потім колектив найняв Håkon Vinje з Seven Impale, норвезького гурту, з яким вони виступали на концерті в Бергені.
Альбом E був виданий 13 жовтня 2017.

## Склад гурту
- Grutle Kjellson — вокал, бас
- Ivar Bjørnson — гітара, клавішні, бек-вокал
- Arve «Ice Dale» Isdal — ритм-гітара
- Cato Bekkevold — ударні
- Håkon Vinje — клавишні, чистий вокал

Колишні учасники
- Trym Torson — ударні (1991—1995)
- Harald Helgeson — ударні (1995—1997)
- Per «Dirge Rep» Husebø — ударні (1997—2003)
- Richard «Roy» Kronheim — гітара (1997—2002)
- Herbrand Larsen — клавішні, чистий вокал, гітара (2004—2016)

## Дискографія

### Студійні альбоми
- Vikingligr Veldi (1994)
- Frost (1994)
- Eld (1997)
- Blodhemn (1998)
- Mardraum — Beyond the Within (2000)
- Monumension (2001)
- Below the Lights (2003)
- Isa (2004)
- Ruun (2006)
- Vertebrae (2008)
- Axioma Ethica Odini (2010)
- RIITIIR (2012)
- In Times (2015)
- E (2017)
- Utgard (2020)

### EP
- Hordanes Land (split med Emperor — Emperor) (1993)